# グレイゾン・チバウ
グレイゾン・チバウ（Gleison Tibau、1983年7月10日 - ）は、ブラジルの男性総合格闘家。リオグランデ・ド・ノルテ州チバウ出身。アメリカン・トップチーム所属。

## 来歴
13歳から総合格闘技のトレーニングを始め、ブラジリアン柔術とレスリングでリオデジャネイロ州王者となった。
2002年11月28日、パウロ・ボイコ戦でプロ総合格闘技デビュー。翌年3月には柔術世界王者のフェルナンド・テレレに判定勝ちを収めた。
2003年7月13日、初出場となったDEEPで光岡映二と対戦。テイクダウンで優勢に立つも肩の脱臼によるアクシデントで2RTKO負け。

### UFC
2006年11月18日、UFC初出場となったUFC 65でニック・ディアスと対戦し、TKO負けを喫した。
2007年3月3日、UFC 68では階級をウェルター級からライト級に落とし、ジェイソン・デントと対戦し、判定勝ちを収めた。
2010年3月31日、UFC Fight Night: Florian vs. Gomiで宇野薫と対戦し、パウンドでTKO勝ち。
2011年5月28日、UFC 130でハファエロ・オリヴェイラと対戦し、リアネイキドチョークで一本勝ち。サブミッション・オブ・ザ・ナイトを受賞した。
2012年7月7日、UFC 148でハビブ・ヌルマゴメドフと対戦し、ヌルマゴメドフの仕掛けたテイクダウンを全て防ぎ、逆に数回テイクダウンを奪うなど試合を優勢に進めるが、0-3の判定負け。
2014年9月13日、UFC Fight Night: Bigfoot vs. Arlovskiでピオトル・ホールマンと対戦し、2-1の判定勝ち。ファイト・オブ・ザ・ナイトを受賞した。
2015年11月7日、UFC Fight Night: Belfort vs. Henderson 3でアベル・トルヒーヨと対戦し、リアネイキドチョークで一本勝ち。
2015年12月4日、米国アンチドーピング機関（USADA）により実施された競技会外抜き打ち検査で潜在的なアンチドーピングポリシー違反の可能性があるとして暫定的な資格停止処分が下されたことが発表される。12月23日、トルヒーヨに勝利した試合直後に行われた競技会内検査でも潜在的なアンチドーピングポリシー違反の可能性が確認されたことがUSADAからチバウに報告される。
2016年2月18日、USADAが、2015年10月23日と11月7日に実施した競技会外および競技会内検査でエリスロポエチン（EPO）の陽性反応が検出されたため、2年間の資格停止処分を下したことを発表、試合を管轄したブラジルアスレチックコミッション（CABMMA）は試合結果を失格負けに変更した。
2018年1月20日、UFC 220で約2年2か月ぶりに試合を行いイスラム・マカチェフにKO負け。
2018年6月1日、UFC Fight Night: Rivera vs. Moraesでデスモンド・グリーンに判定負け。この試合がUFCとの契約最後の試合だったが、チバウはUFCと契約更新しないことを選択しフリーエージェントになった。
2018年11月24日、オスカー・デ・ラ・ホーヤ率いるゴールデンボーイ・プロモーションズ主催の総合格闘技大会でエフレイン・エスクデロに判定勝ち。
2019年7月27日、Battlefield FC 2でウィル・ブルックスにギロチンチョークで一本勝ち。
2021年4月29日、PFL 5でローリー・マクドナルドと対戦し、2-1の判定勝ち。しかし、ファンの判定投票、PFL解説陣全員がマクドナルド勝利を支持し、有効打撃数やテイクダウン数でもマクドナルドが大きく上回るなど物議を醸す判定となった。

## 戦績
| 総合格闘技 戦績 | 総合格闘技 戦績 | 総合格闘技 戦績 | 総合格闘技 戦績 | 総合格闘技 戦績 | 総合格闘技 戦績 | 総合格闘技 戦績 |
| --------------- | --------------- | --------------- | --------------- | --------------- | --------------- | --------------- |
| 55 試合         | (T)KO           | 一本            | 判定            | その他          | 引き分け        | 無効試合        |
| 38 勝           | 4               | 15              | 19              | 0               | 0               | 0               |
| 17 敗           | 4               | 2               | 10              | 1               | 0               | 0               |

| 勝敗 | 対戦相手                           | 試合結果                            | 大会名                                                        | 開催年月日     |
|      | アレックス・オリベイラ             | 試合前                              | GFL 1                                                         | 2025年5月24日  |
| ○    | バクムント・ビュレンゾリック       | 5分3R終了 判定2-1                   | TOP BRIGHTS.1                                                 | 2024年1月21日  |
| ×    | マゴメド・マゴメドケリモフ         | 5分3R終了 判定0-3                   | PFL 10                                                        | 2022年11月25日 |
| ×    | ジャラ・アル＝シラウィ             | 5分3R終了 判定1-2                   | PFL 3                                                         | 2022年5月6日   |
| ○    | ミカ・テリル                       | 1R 2:17 肩固め                      | PFL 7                                                         | 2021年8月13日  |
| ○    | ローリー・マクドナルド             | 5分3R終了 判定2-1                   | PFL 5                                                         | 2021年4月29日  |
| ×    | ジョアォ・ゼフェリーノ             | 5分3R終了 判定0-3                   | PFL 2                                                         | 2021年4月29日  |
| ○    | ウィル・ブルックス                 | 1R 3:34 ギロチンチョーク            | Battlefield FC 2                                              | 2019年7月27日  |
| ○    | エフレイン・エスクデロ             | 5分3R終了 判定3-0                   | Golden Boy Promotions: Liddell vs. Ortiz 3                    | 2018年11月24日 |
| ×    | デスモンド・グリーン               | 5分3R終了 判定0-3                   | UFC Fight Night: Rivera vs. Moraes                            | 2018年6月1日   |
| ×    | イスラム・マカチェフ               | 1R 0:57 KO（左フック）              | UFC 220: Miocic vs. Ngannou                                   | 2018年1月20日  |
| ×    | アベル・トルヒーヨ                 | 1R 1:45 失格（薬物検査失格）        | UFC Fight Night: Belfort vs. Henderson 3                      | 2015年11月7日  |
| ×    | トニー・ファーガソン               | 1R 2:37 リアネイキドチョーク        | UFC 184: Rousey vs. Zingano                                   | 2015年2月28日  |
| ○    | ノーマン・パーク                   | 5分3R終了 判定2-1                   | UFC Fight Night: McGregor vs. Siver                           | 2015年1月18日  |
| ○    | ピオトル・ホールマン               | 5分3R終了 判定2-1                   | UFC Fight Night: Bigfoot vs. Arlovski                         | 2014年9月13日  |
| ○    | パット・ヒーリー                   | 5分3R終了 判定3-0                   | UFC Fight Night: Cowboy vs. Miller                            | 2014年7月16日  |
| ×    | マイケル・ジョンソン               | 2R 1:32 KO（左ストレート→パウンド） | UFC 168: Weidman vs. Silva 2                                  | 2013年12月28日 |
| ○    | ジェイミー・ヴァーナー             | 5分3R終了 判定2-1                   | UFC 164: Henderson vs. Pettis                                 | 2013年8月31日  |
| ○    | ジョン・チョリッシュ               | 2R 2:34 ギロチンチョーク            | UFC on FX 8: Belfort vs. Rockhold                             | 2013年5月18日  |
| ×    | エヴァン・ダナム                   | 5分3R終了 判定1-2                   | UFC 156: Aldo vs. Edgar                                       | 2013年2月2日   |
| ○    | フランシスコ・トリナウド           | 5分3R終了 判定3-0                   | UFC 153: Silva vs. Bonnar                                     | 2012年10月13日 |
| ×    | ハビブ・ヌルマゴメドフ             | 5分3R終了 判定0-3                   | UFC 148: Silva vs. Sonnen 2                                   | 2012年7月7日   |
| ○    | ハファエル・ドス・アンジョス       | 5分3R終了 判定2-1                   | UFC 139: Shogun vs. Henderson                                 | 2011年11月19日 |
| ○    | ハファエロ・オリヴェイラ           | 2R 3:28 リアネイキドチョーク        | UFC 130: Rampage vs. Hamill                                   | 2011年5月28日  |
| ○    | カート・ペレグリーノ               | 5分3R終了 判定2-1                   | UFC 128: Shogun vs. Jones                                     | 2011年3月19日  |
| ×    | ジム・ミラー                       | 5分3R終了 判定0-3                   | UFC Fight Night: Marquardt vs. Palhares                       | 2010年9月15日  |
| ○    | 宇野薫                             | 1R 4:13 TKO（パウンド）             | UFC Fight Night: Florian vs. Gomi                             | 2010年3月31日  |
| ○    | ジョシュ・ニアー                   | 5分3R終了 判定3-0                   | UFC 104: Machida vs. Shogun                                   | 2009年10月24日 |
| ×    | メルヴィン・ギラード               | 5分3R終了 判定1-2                   | The Ultimate Fighter: United States vs. United Kingdom Finale | 2009年6月20日  |
| ○    | ジェレミー・スティーブンス         | 5分3R終了 判定3-0                   | UFC Fight Night: Condit vs. Kampmann                          | 2009年4月1日   |
| ○    | リッチ・クレメンティ               | 1R 4:35 フロントチョーク            | UFC Fight Night: Lauzon vs. Stephens                          | 2009年2月7日   |
| ×    | ジョー・スティーブンソン           | 2R 2:57 フロントチョーク            | UFC 86: Jackson vs. Griffin                                   | 2008年7月5日   |
| ×    | タイソン・グリフィン               | 5分3R終了 判定0-3                   | UFC 81: Breaking Point                                        | 2008年2月2日   |
| ○    | テリー・エティム                   | 5分3R終了 判定3-0                   | UFC 75: Champion vs. Champion                                 | 2007年9月8日   |
| ○    | ジェフ・コックス                   | 1R 1:52 肩固め                      | UFC Fight Night: Stout vs. Fisher                             | 2007年6月12日  |
| ○    | アントニオ・モレノ                 | 1R 0:55 TKO（パンチ連打）           | Nordest Combat Championship                                   | 2007年5月9日   |
| ○    | ジェイソン・デント                 | 5分3R終了 判定3-0                   | UFC 68: Uprising                                              | 2007年3月3日   |
| ×    | ニック・ディアス                   | 2R 2:27 TKO（パウンド）             | UFC 65: Bad Intentions                                        | 2006年11月18日 |
| ○    | イェンジェイ・クビスキ             | 1R 1:03 チョークスリーパー          | KO Arena 4                                                    | 2006年3月11日  |
| ○    | エジソン・フロレンシオ             | 1R 3:26 三角絞め                    | Mega Combate Mossoró                                          | 2005年12月2日  |
| ○    | ファブリシオ・カモエス             | 1R 2:15 チョークスリーパー          | Meca World Vale Tudo 12                                       | 2005年7月9日   |
| ×    | マルセロ・ブリトー                 | 5分3R終了 判定0-3                   | Storm Samurai 7                                               | 2005年6月11日  |
| ○    | ジョゼニウド・ホドリゲス           | 5分3R終了 判定3-0                   | Ceara Open 2                                                  | 2005年3月10日  |
| ○    | アンデルソン・クルーズ             | 1R KO（パンチ連打）                 | Octagon Fight                                                 | 2005年2月24日  |
| ○    | ジョゼニウド・ハマーリョ           | 1R 腕ひしぎ十字固め                 | Brazilian Challenger 2                                        | 2004年10月21日 |
| ○    | カルロス・アレシャンドリ・ペレイラ | 1R 1:16 チョークスリーパー          | Champions Night 11                                            | 2004年10月7日  |
| ○    | アドリアーノ・マルチンス           | 5分3R終了 判定3-0                   | Amazon Fight                                                  | 2004年6月20日  |
| ○    | ダニエウ・ムラーニャ               | 1R 腕ひしぎ十字固め                 | Champions Night 10                                            | 2004年5月21日  |
| ○    | ロマーリオ・デ・シウバ             | 1R 2:30 チョークスリーパー          | Desafio: Natal vs Nordeste                                    | 2004年3月9日   |
| ×    | 光岡映二                           | 2R 3:41 TKO（タオル投入）           | DEEP 11th IMPACT in OSAKA                                     | 2003年7月13日  |
| ○    | フェルナンド・テレレ               | 5分3R終了 判定2-1                   | Bitetti Combat Nordeste 2                                     | 2003年3月20日  |
| ○    | 名前不明                           | 1R V1アームロック                   | Tibau Fight                                                   | 2003年1月11日  |
| ○    | パウロ・ボイコ                     | 5分3R終了 判定3-0                   | Bitetti Combat Nordeste 1                                     | 2002年11月28日 |
| ○    | チアゴ・アウベス                   | 2R 3:31 腕ひしぎ十字固め            | Champions Night 2                                             | 2001年6月30日  |
| ○    | ヒヴァニオ・アランニャ             | 5分3R終了 判定3-0                   | Currais Novos Vale Tudo Open                                  | 2000年5月18日  |
| ○    | リカルド                           | 1R TKO                              | Mossoro Open de Vale Tudo 3                                   | 1999年12月24日 |

## 表彰
- UFC ファイト・オブ・ザ・ナイト（1回）
- UFC サブミッション・オブ・ザ・ナイト（1回）